# Leonida Repaci
Leonida Rèpaci (Palmi, 5 aprile 1898 – Marina di Pietrasanta, 19 luglio 1985) è stato uno scrittore, saggista, poeta, drammaturgo, pittore e antifascista italiano.
Era fratello dell'avvocato e politico Francesco Repaci e zio di Antonino Repaci, magistrato e scrittore. Nel 1929, insieme a Carlo Salsa e Alberto Colantuoni, fondò il Premio Viareggio, del quale fu presidente fino alla morte.

## Biografia
Leonida Rèpaci nacque a Palmi, in provincia di Reggio Calabria, il 5 aprile del 1898 (sebbene sia stato dichiarato allo stato civile diciotto giorni dopo). Diciassette mesi dopo la nascita di Leonida suo padre, Antonio Rèpaci, costruttore, morì, lasciando dieci figli e la moglie di 37 anni in condizioni economiche disastrose. Toccò al fratello Mariano, personalità importante, sin dalla fondazione, del Partito Socialista Italiano, prendere le redini della famiglia: il giorno dei funerali del padre fu proprio lui ad impedire la celebrazione religiosa.
Dopo il terremoto del 1908, il fratello Francesco, avvocato, lo portò con sé a Torino dove completò gli studi superiori; sempre a Torino si iscrisse, in seguito, alla facoltà di giurisprudenza ma, a causa dello scoppio della prima guerra mondiale, fu costretto ad interrompere gli studi perché venne arruolato e mandato al fronte. Dalla carriera militare ottenne, dopo il ferimento a Malga Pez, una medaglia d'argento insieme al congedo illimitato.
Tornato a Palmi scrisse il poemetto La Raffica, dal titolo iniziale "Il ribelle e l'Antigone", ispirato alla morte di Anita, Nèoro e Mariano (tre dei nove fratelli) a causa dell'epidemia di influenza spagnola. 
Nel 1919 ritornò a Torino dove conseguì la laurea e dove l'anno seguente prese l'abilitazione all'avvocatura e incominciò a frequentare ambienti e personaggi politici di sinistra.
Durante l'occupazione delle fabbriche, Antonio Gramsci in persona, che aveva recensito un suo libro ne l'Avanti! torinese,  lo chiamò a collaborare a L'Ordine Nuovo, rivista fondata dallo stesso Gramsci, da Angelo Tasca, Palmiro Togliatti e Umberto Terracini con articoli molto critici verso i prodromi della nascente dittatura fascista, che vennero pubblicati accanto a quelli di Gobetti, Lenin, Trotsky, Thomas Mann e altri famosi letterati dell'epoca.
Rèpaci, dopo la marcia su Roma, lasciò Torino per Milano, senza interrompere la collaborazione con L'Ordine nuovo, firmandosi con lo pseudonimo di Gamelin, il protagonista del romanzo Gli dei hanno sete di Anatole France. A Milano, Repaci ebbe affidata da Gramsci la responsabilità delle critiche teatrali e musicali sulla terza pagina de l'Unità, che curò a partire dal primo numero del giornale uscito il 12 aprile 1924 e fino al mese di giugno del 1925.
La sua intransigenza ideologica, supportata da un carattere ribelle e bellicoso, lo porterà ad assumere la difesa di Federico Ustori, uno degli imputati dell'attentato al teatro Diana, poi assolto, ponendosi in modo esplicito contro il regime. Tra il 1922 e il 1924 si misurò in duello, addirittura, contro Galeazzo Ciano e padrino nel duello contro Farinacci.
Nel 1923 pubblicò il primo lavoro letterario, L'ultimo Cireneo, che gli fece ottenere un grande successo, tanto da indurlo ad abbandonare la professione di avvocato per dedicarsi alla scrittura.
Nel 1924 il Partito Comunista d'Italia, per le elezioni politiche di quell'anno, presentò la candidatura di Leonida insieme a quella di Francesco Buffoni, senza che gli stessi venissero eletti, dato che non ebbero la preferenza dell'Esecutivo che andò a Luigi Repossi e Bruno Fortichiari.
Nell'agosto 1925 Rèpaci venne arrestato a Palmi, insieme ad altri comunisti e socialisti, come presunto assassino di Rocco Gerocarni, gerarca fascista del luogo, durante la festa religiosa della Varia; il processo servì al regime per scardinare la roccaforte rossa e abbattere uno degli scogli socialisti più forti in Calabria. 
Rèpaci venne assolto dopo sette mesi di carcere, per insufficienza di prove, nel processo che si tenne in Corte di Assise a Catanzaro, durante il quale alcuni testimoni falsi confessarono, nel mentre altri si suicidarono, portando all'assoluzione, oltre Leonida, i fratelli Francesco, Gaetano, Giuseppe e i cognati Mancuso e Parisi.
Qualche settimana dopo la sua liberazione si dimise dal PCd'I convinto che la lotta politica fosse divenuta impossibile e che i risultati non fossero proporzionati ai sacrifici. Tuttavia continuò la sua battaglia politica scrivendo libri in difesa delle idee socialiste e comuniste.
Nel 1925 portò in teatro il racconto La madre incatenata,  riflessione molto vicina alla persecuzione politica che visse insieme alla sua famiglia nell’estate dello stesso anno.
Nel 1933 iniziò La storia dei Rupe che gli farà vincere il Premio Bagutta che, tra varie versioni, lo accompagnerà fino agli anni settanta.
Dopo aver lavorato alla redazione de l'Unità, collaborò poi alla Gazzetta del Popolo e con La Stampa.
Nel 1929, da una sua idea, con il contributo di Salsa e Colantuoni, nasce a Milano il Premio Viareggio, nei cui giorni, immerso nel grande fervore organizzativo, sposò Albertina Antonelli, conosciuta a Milano nel 1925 e che gli fu vicina, con un fitto scambio epistolare, durante la carcerazione.
Il 9 settembre 1943, assieme a tre amici (Pacini, Tosi, e Bernini) portandosi dietro una folla di popolani, assaltò un deposito d'armi a Palazzo Pallavicini Rospigliosi, episodio che diede il via alla Resistenza romana.
Più tardi fu messo in contatto con il movimento militare del Partito Socialista e successivamente entrò nel Comitato politico che riuniva allora l'ala intransigente del partito. Costituì il movimento delle bande partigiane, del cui comando fece parte assieme ai fratelli Andreoni, Alberto Vecchietti, Ezio Malatesta e Aladino Govoni.
Finita la seconda guerra mondiale, Repaci, spinto dal suo spiccato senso organizzativo, fondò con Renato Angiolillo il quotidiano indipendente Il Tempo rimanendone condirettore dal giugno al dicembre 1944.
Nel febbraio 1945, rotto il sodalizio con Angiolillo, fondò un nuovo quotidiano, L'Epoca, che però visse soltanto 14 mesi. Successivamente accettò la direzione dell'Umanità, quotidiano socialista democratico, insieme a Giuseppe Faravelli e Virgilio Dagnino. Organizzò, infine, con Mario Socrate e Franco Antonicelli il memorabile convegno di intellettuali Cultura e Resistenza, a Venezia, nel 1950.
Il dopoguerra, col ripristino del Premio Viareggio, per Rèpaci fu un susseguirsi frenetico di proposte e idee che lo fecero maturare positivamente sia intellettualmente sia a livello umano che sociale; fondò e presiedette il Premio Fila delle Tre Arti, e il Premio Sila (1948).
Nel 1948 dietro insistenza di alcuni amici decise di candidarsi, senza poi venire eletto, al collegio senatoriale di Palmi nella lista del Fronte Democratico Popolare. Nel 1950 divenne componente del Consiglio mondiale per la pace insieme ad altri intellettuali comunisti come Pablo Picasso, Louis Aragon, Bertolt Brecht, Jorge Amado, György Lukács, Renato Guttuso e Jean-Paul Sartre e nel 1951 membro della Giuria Internazionale per i Premi della Pace. Collaborò in seguito anche a Milano Sera, a Vie nuove e a Paese Sera.
A metà degli anni '50 venne chiamato da Orazio Barbieri, che in quel momento ricopriva la carica di Segretario Generale dell'Associazione dei rapporti culturali con l'Unione Sovietica "Italia-Urss" presieduta dal senatore Antonio Banfi, a dirigere il mensile "Realtà sovietica" organo ufficiale dell'Associazione.
Successivamente collaborò con "Milano sera", "Vie Nuove" e con "Paese sera". Nel Pioniere del 1960 n° 27 e del 1961 nº 6 furono pubblicati due suoi racconti: Terribile Golfo e Martino e Giorgina.
Nel 1956 vinse il Premio Crotone con Un riccone torna alla terra e due anni dopo il Premio Villa San Giovanni con la Storia dei fratelli Rupe. A poco a poco si allontanò dall'attività giornalistica per dedicarsi alla stesura definitiva della trilogia Storia dei Rupe, e il secondo volume, Tra guerra e rivoluzione, vinse nel 1970 il Premio Sila. In quel periodo la sua naturale irrequietezza lo portò a darsi alla pittura, con discreto successo sia di critica che di pubblico, allestendo personali a Milano e a Roma.
Morì il 19 luglio 1985 a Marina di Pietrasanta; la sua villa "Villa Pietrosa" di Palmi, ristrutturata, doveva diventare secondo la sua volontà un centro d'arte e cultura, soprattutto per gli artisti e i giovani. Trascurata e vandalizzata oggi è in completo stato di abbandono come la sovrastante grotta carsica dove il suo desiderio ultimo non esaudito era di essere seppellito insieme alla cara Albertina. Eppure al Paese natio, oltre al complesso di Villa Pietrosa, Repaci ha lasciato una ricca pinacoteca e tutti i suoi averi custoditi alla Casa della Cultura di Palmi che l'allora ministro dei Lavori Pubblici Mancini volle donargli come regalo di compleanno nel 1968.

## La tematica
L'opera di Rèpaci si può definire autobiografica e a diretto contatto con la vita vissuta, fin dal suo esordio L'ultimo cireneo (1923) dove racconta del suo ferimento al fronte, al libro In fondo al pozzo la esperienza traumatica del carcere, per arrivare alla La Pietrosa racconta (1984) una rievocazione sentimentale della moglie tanto amata. Infine la sua opera più cara per l'impegno profuso nel tempo la trilogia Storia dei Rupe la vicenda di una famiglia italiana numerosa e fattiva della media borghesia provinciale la quale esprime il travaglio del tempo attraverso esperienze sociali, spirituali e psicologiche dei primi trent'anni del Novecento; lo scrittore dimostra in questo un interesse preminente per i problemi e le vicende della sua terra. Nella narrazione oltre al filone autobiografico si aggiungono temi politici e sociali con un autentico e totale impegno realistico, ma si caratterizza anche un eccesso lirico descrittivo pieno di colore e di violenza intrisa di travolgente sensualità.
Nel 1959 Federico Fellini lo fa partecipare, nella parte di sé stesso, al film La dolce vita, insieme alla pittrice Anna Salvatore e all'attrice Laura Betti.

## Opere

### Romanzi e racconti
- L'ultimo Cireneo, Milano, Avanti!, 1923; Milano, Alpes, 1928; Milano, Ceschina, 1934.

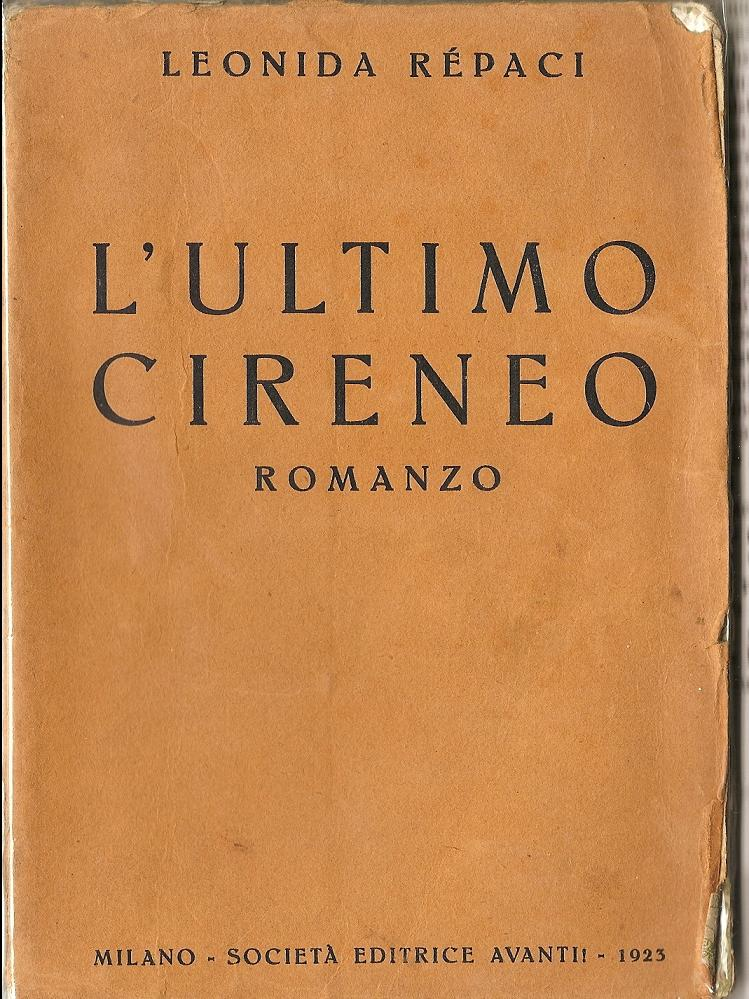
L'ultimo cireneo. Milano, Avanti! 1923 - - (Coll. Angelo Bastone)

- All'insegna del gabbamondo. Romanzi brevi, Milano, Codara, 1928 (contiene: All'insegna del Gabbamondo, Madre e figlio, Vita e miracoli di Valentino Gaudenzi, Le violette, Re incubo sulla fune); edizione accresciuta Milano, Ceschina, 1942 (contiene anche: Cata l'incendiaria, La nostra povertà ci protegge, Sposalizio davanti al mare, Notte bianca, Guerra di fanciulli, La farfalla bianca).

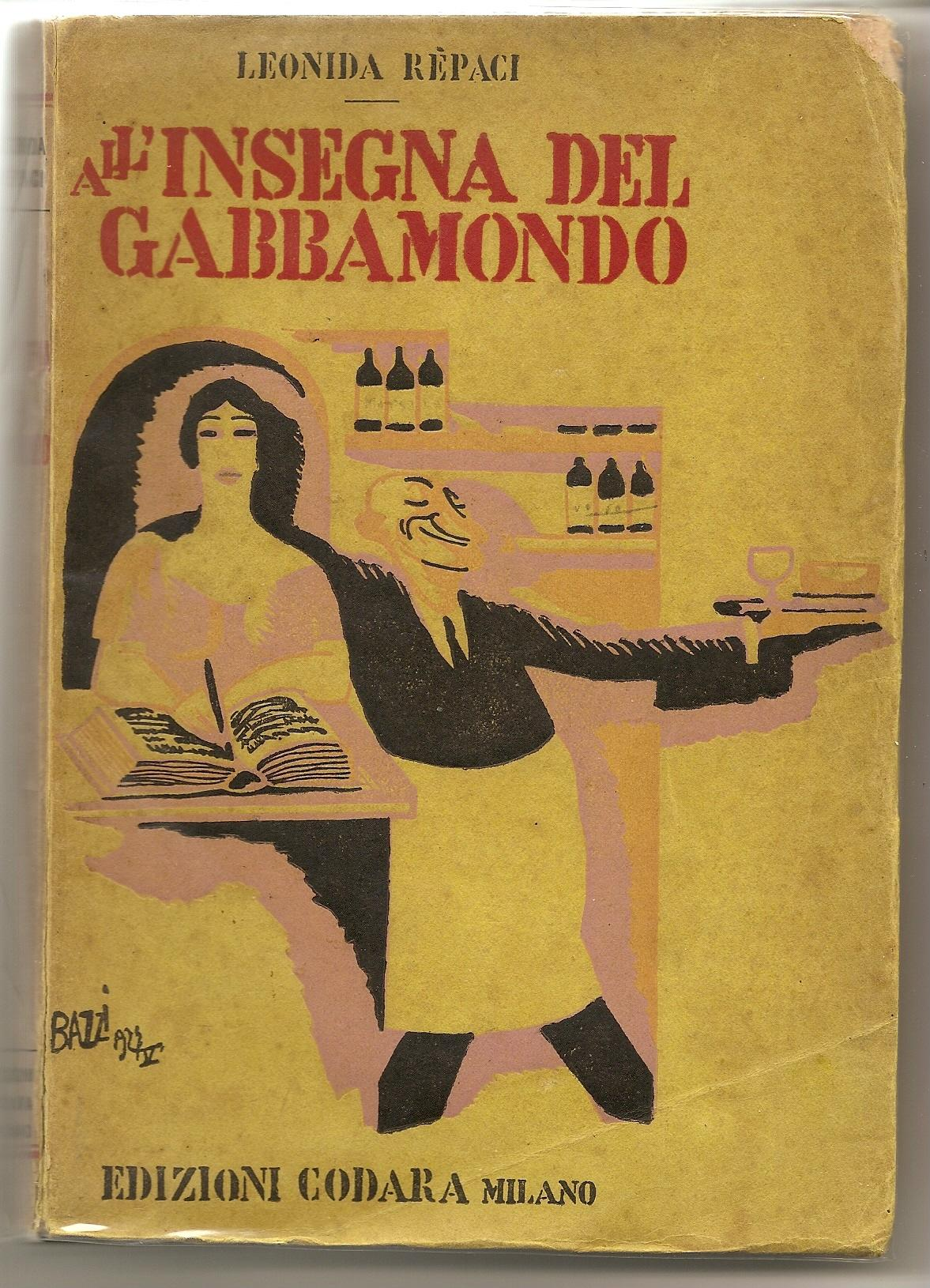
All'insegna del gabbamondo. Codara 1928 (Coll. Angelo Bastone)

- Cacciadiavoli. Racconti, Milano, Ceschina, 1930 (contiene: Cacciadiavoli, Gelosia, Crepuscolo, Ritorno al nido, Golateddha, Mani, Una donnina qualunque, Il principe innamorato).
- La carne inquieta, Milano, Ceschina, 1930.
- Racconti della mia Calabria, Torino, Buratti, 1931 (contiene: L'intrusa, Fogli strappati, Il cappone di Natale, Creatura, Santazzo il tempesta, Lao e il sillabario, L'accompagnatore), di questa edizione sono stati stampati anche 5 esemplari su carta a mano contrassegnati con le lettere dell'alfabeto; Milano, Corbaccio, 1941.
- Fatalità contemporanea. I fratelli Rupe, Milano, Ceschina, 1932.
- Galoppata nel sole, Milano, Corbaccio, 1933 (contiene: Galoppata nel sole, Il ceppo nuziale, Primo amore, L'entrata speciale, Il sogno di Quasimoda, Il poncio, Il dormiente risvegliato, Giornata del vecchio, La nemica, Naufraghi, Lori, Albina, Spinetto sogna, Giovannino, Un uomo qualunque, La fata della notte, Signore di paese, L'anima e l'ordigno, Smorfia libraio, La dote di Fiora, Falso allarme, Volontà della specie, Marianna).
- Fatalità contemporanea. Potenza dei fratelli Rupe, Milano, Ceschina, 1934.
- Passione dei fratelli Rupe. 1914, Milano, Ceschina, 1937.
- Taccuino segreto. Quasi un romanzo, Milano, Bompiani, 1940.
- La tenda rossa. Racconti, Milano, Ceschina, 1954 (contiene: Terza primavera dell'uomo già col titolo "Il poncio", Cacciadiavoli, Cola Pagamàno, Santazzo il tempesta, Vita e miracoli di Valentino Gaudenzi, La tenda rossa, La figlia bella, Fogli strappati al quaderno ignoto, Guerra di fanciulli, La cinese bianca).
- Un filo che si svolge in trent'anni. Tutti i racconti di Repaci, Milano, Ceschina, 1954.
- Peccati e virtù delle donne. Caratteri e ritratti, Milano, Ceschina, 1954.
- Un riccone torna alla terra, Milano, Ceschina, 1954.
- Il deserto del sesso, Milano, Ceschina, 1957.
- Storia dei fratelli Rupe, Milano, A. Mondadori, 1957.
- Il pazzo del casamento, Milano, A. Mondadori, 1958.
- Amore senza paura. Romanzo-inchiesta, Milano, Sugar, 1963.
- Magia del fiume, Milano, Ceschina, 1965.
- II caso Amari, Milano, Rizzoli, 1966.
- Storia dei Rupe, 4 voll., Milano, A. Mondadori, 1969-1973.
- Lanterne rosse a Montevenere. Romanzo di una contestazione, Napoli, A. Marotta, 1974.
- La farfalla bianca, Soveria Mannelli, Rubbettino, 1986.

### Saggistica

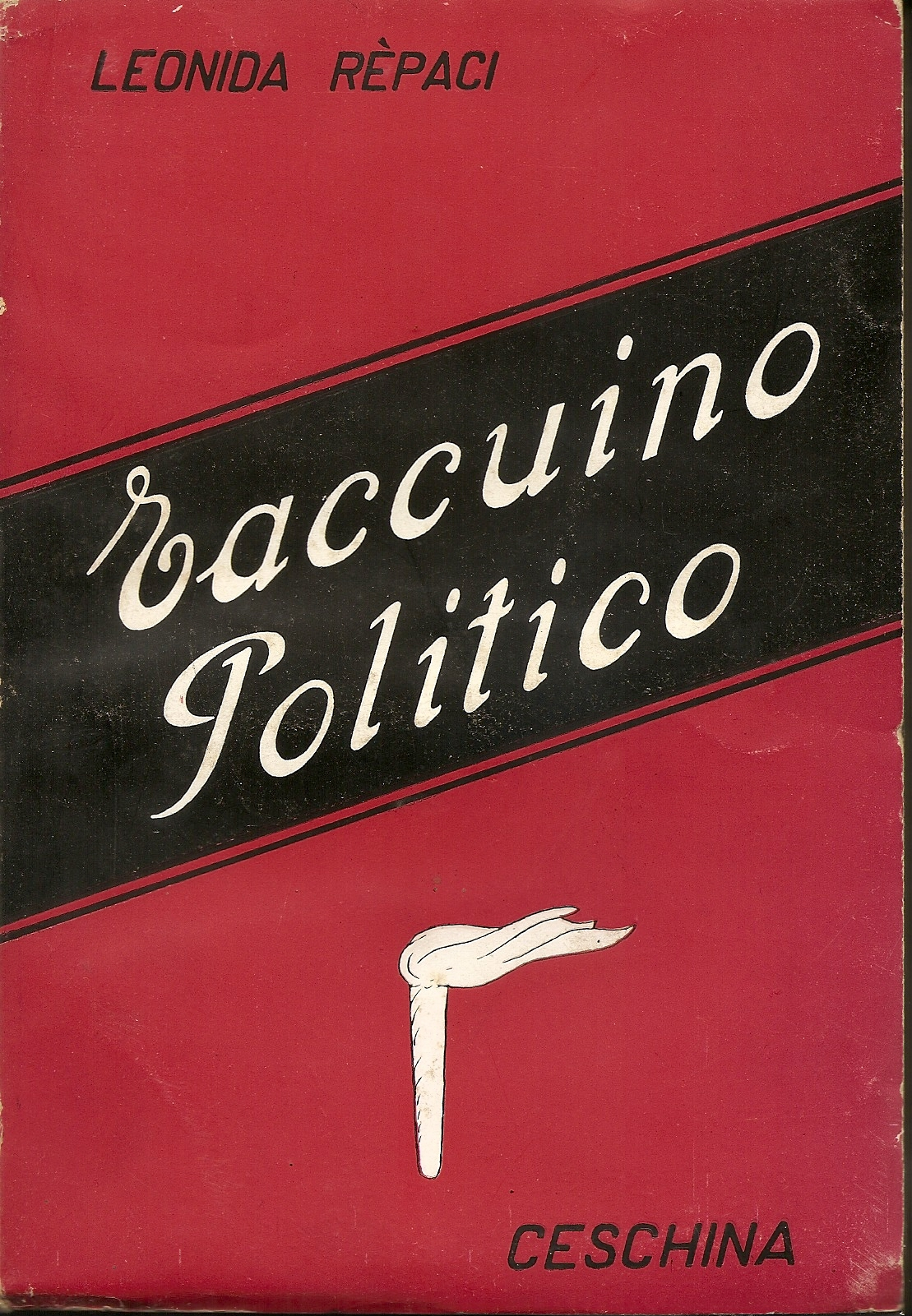
Taccuino politico, Milano Ceschina 1949 (Coll. Angelo Bastone)

- Con la ciurma dell'"Alessandro". Genti e città, Milano, Ceschina, 1933.
- Galleria. Taccuino artistico degli anni di guerra 1941-1942-1943, Milano, Ceschina, 1948.
- Giro del mondo di ieri, Milano, Bompiani, 1948.
- Ricordo di Gramsci, Roma, Macchia, 1948.
- Socialismo sognato, Roma, Macchia, 1948.
- Taccuino politico, Milano, Ceschina, 1949.
- Francesco Cilea, Palmi, Biblioteca Comunale Palmi, 1953.
- Giramondo, Milano, Ceschina, 1960.
- Compagni di strada, Roma, Edizioni Moderne Canesi, 1960.
- Per Giuseppe Cesetti, Viterbo, Agnesotti, 1961.
- Il Sud su un binario morto, Cosenza, Pellegrini, 1963.
- Calabria grande e amara, Milano, Nuova accademia, 1964.
- Alvaro e la Calabria, Milano, Cromotipia Sormani, 1965.
- Stalin e Kruscev nei giardini della morte, Roma, Centro Italiano Diffusione Arte e Cultura, 1966.
- Taccuino segreto. Prima serie (1938-1950), Lucca, Fazzi, 1967.
- Monteleone, Roma, Gesualdi.
- Repaci '70 e la cultura italiana, 2 voll., Roma, Costanzi, 1968.
- Leonida Repaci, Milano, Galleria d'Arte Cavour, 1970.
- Messaggio per Cilea, Cosenza, Pellegrini, 1972.
- Luigi Spanò, Roma, Galleria Dimensione, 1974.
- I fatti di Palmi, autodifesa al processo di Catanzaro del 1925, a cura, con prefazione e note di Natale Pace. Pellegrini ed., Cosenza 2022.
- Natale Pace (a cura di) Leonida Repaci, Critiche teatrali su l'Ordine Nuovo 1921 e su l'Unità 1924-1925 Laruffa editore 2024

### Raccolte di poesie
- La Raffica,[13] Torino. Arduini ed. 1918[senza fonte]

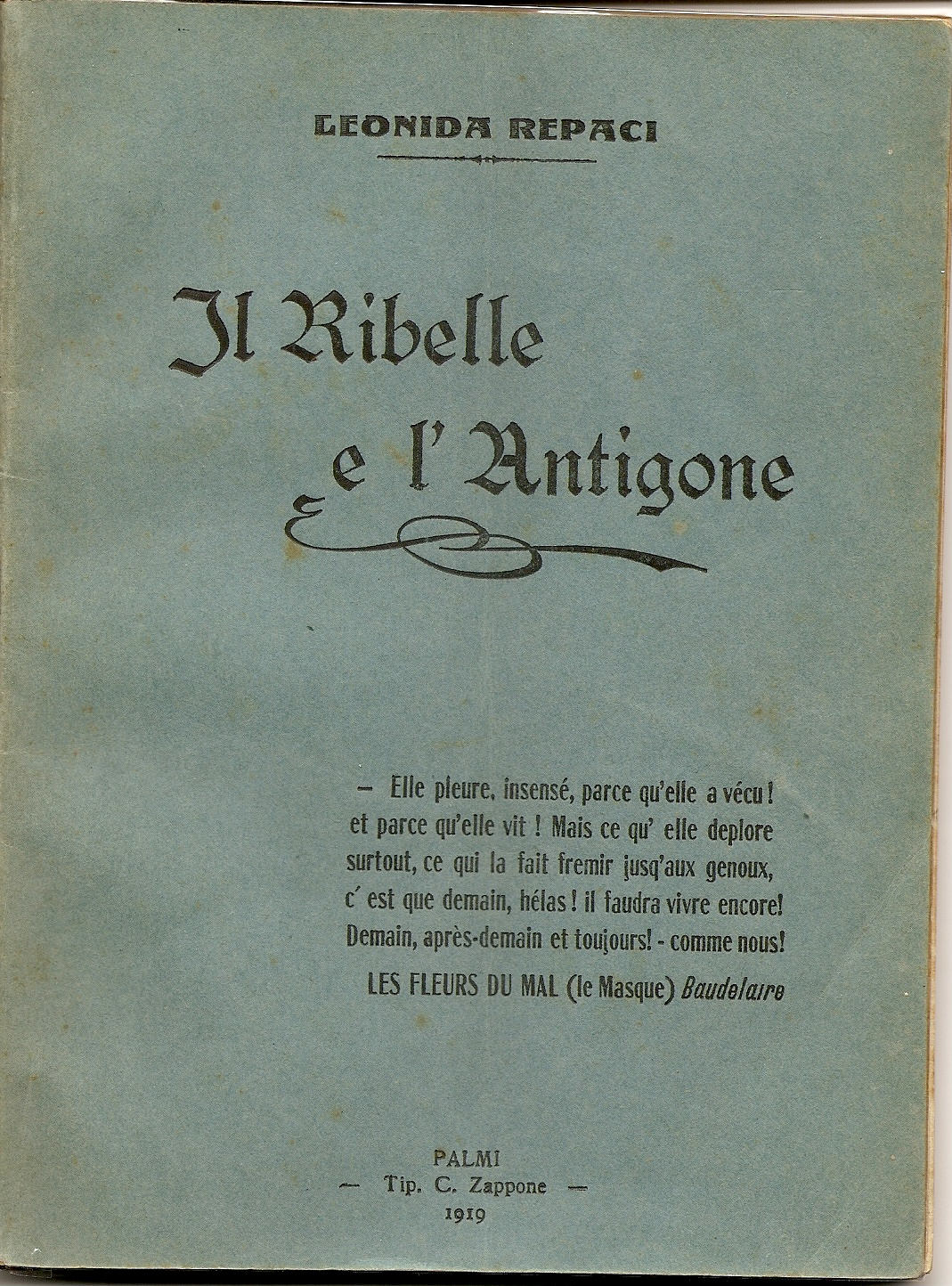
Il Ribelle e l'Antigone - Palmi Zappone 1919 - (Coll. Angelo Bastone)

- Il Ribelle e l'Antigone, Palmi, Tip. Zappone, 1919.
- I poemi della solitudine, Palmi, Tip. Signoretta, 1920.
- Il prezzo del fascismo, Patria Indipendente 1971.
- Poemetti civili, Siracusa, Cartia, 1973.
- La parola attiva. Poesia come racconto, Milano, A. Mondadori, 1975.
- La Pietrosa racconta, Soveria Mannelli, Rubbettino, 1984.
- Mamma leonessa, Roma, Gangemi, 1984.
- Ogni volta, Cosenza, Periferia, 1986.
- Poesia aperta, Milano, Rusconi, 1986.

### Drammaturgie
- L'Attesa. Commedia in tre atti, Torino, Rivista Il Dramma, Le Grandi Firme, 1930.
- L'Inaugurazione. Un atto, Torino, Rivista Il Dramma, Le Grandi Firme, 1930.
- La madre incatenata.Tragedia moderna in tre atti, Milano,in proprio, 1926; Milano, Ceschina, 1931.
- Ribalte a lumi spenti 1937-1938, Milano, Ceschina, 1939.
- Ribalte a lumi spenti 1938-1940, Milano, Garzanti, 1941.
- Ribalte a lumi spenti 1940-1941, Milano, Ceschina, 1943.
- Teatro, Roma, Macchia, 1949.
- Omaggio al teatro, Milano, Ceschina, 1957.
- Teatro di ogni tempo, Milano, Ceschina, 1967.

### Opere tradotte
- Les frères Rupe, Trad. Baronne D'Orchamps, Parigi, Albin Michel, 1937.
- La puissance des frères Rupe, Trad. Baronne D'Orchamps, Parigi, Albin Michel, 1938.
- La passion des fréres Rupe 1914, Trad. Baronne D'Orchamps, Parigi, Albin Michel, 1938.
- Brinnande Blod, Trad. Karin De Laval, Stoccolma, Fritzes, 1947.
- Un richard retourne à sa terre, Trad. Ginette Bertrand, Parigi, Del Duca, 1958.

## Omaggi
- Il comune di Roma gli ha intitolato una via.